# Koungheul
Koungheul (parfois Koungueul) est une ville du centre-sud du Sénégal.

## Histoire
Koungheul a été érigée en commune en 1990, puis en département en 2006.
Koungheul fut créé  au XIe siècle  par des malinkés de patronyme Camara venus de l'est, dans le mali ancien. Ils fondèrent Koungheul comme 1er capitale de l'état du Niani, voisin des états du Djolof au nord,  du Saloum a l'ouest, du Wouli a l'est , et du Kaabu au sud. Koungheul est donc une ville très ancienne.

## Administration
La ville se trouvait jusque-là dans le département de Kaffrine, une subdivision de la région de Kaolack.
Depuis peu, elle a obtenu d'être élevée au rang de chef-lieu de son propre département. Elle vient d'être érigée en département par le Président à la suite d'une grève de la faim des gens de la localité.

## Géographie
Les localités les plus proches sont Mbadiane, Koulegna, Darou Tieguene, Darou, Koungneul Sosse, Saham Diebel et Pirom.

### Population
Lors des recensements de 1988 et 2002, la population était respectivement de 10 256 et 14 029 habitants.
En 2007, selon les estimations officielles, la ville compterait 19 984 personnes.

### Activités économiques
L'agriculture, l'élevage, la maraîchage et le commerce sont les principales ressources de Koungheul.

## Éducation
La ville compte six écoles élémentaires publiques et une école privée catholique.
Il y a un Collège d'Enseignement Moyen (CEM) publique, un lycée (seconde, première et terminales). En 2006, le lycée comptait 1 100 élèves.
Il existe aussi deux collèges privés plus petits.

## Jumelages
Si la ville n'est pas à proprement parler jumelée, elle entretient des relations avec les villes de Fontenay-sous-Bois (Éducation et Culture), Tulle (Éducation et culture) et l'ONG italienne COSA (Santé maternelle).
Un partenariat existe entre le District sanitaire de Koungheul et le Centre hospitalier de Tulle depuis 1995 et entre le collège Ibrahima Ba et le collège de Seilhac à côté de Tulle.
En 2010, le Conseil Municipal a octroyé le titre de citoyen d'honneur à Youssou Ndour, artiste musicien au Sénégal.

## Personnalités nées à Koungheul ou ayant marqué la ville
- Mayacine Camara, économiste, secrétaire d'État et actuel maire de Koungheul
- Babacar NDAO PIAN ancien directeur école 1
- Birane Déme, administrateur civil, ancien conseiller de la République, ancien maire
- Assane Diop, ancien ministre de la Santé
- Seydi Sow, écrivain sénégalais
- Yaya Sow, député-maire de Ribot-Escale
- Baye Malick seck homme religieux, le fondateur du dahira à koungheul,il a fondé des villages. Il a fondé Le quartier touba koungheul.
- Alioune Dramé,  Journaliste ancien Pdg du quotidien national Le Soleil et actuel Pca de la Maison de la Presse

## Événements culturels
- Festa Koungheul, festival local des arts et de la culture.
- Expositions, art oral, lutte traditionnelle, musique et danses traditionnelles, communication traditionnelle, carnaval kognagui.
- Le magal des 2 rakk, le 05 septembre 1895 à Saint-Louis qui se tient annuellement et qui marque aussi un évènement historique chez le Mouridisme. Ect..
- Magal du 3ème de Baraxlu, plus connu sous le nom de Ñàtti fani baraxlu, premier événement religieux du département de Koungheul.